# Jakob Fugger-Medaille
Die Jakob Fugger-Medaille ist ein renommierter deutscher Medienpreis. Die Auszeichnung wird in unregelmäßigen Abständen vom Verband der Zeitschriftenverlage in Bayern (VZB) vergeben für „hervorragende Verdienste und außerordentliche Leistungen, welche die Freiheit, Unabhängigkeit und Integrität der Zeitschriftenpresse fördern und in das Bewusstsein der Bevölkerung rufen.“
Benannt ist die Auszeichnung nach dem Augsburger Kaufherr Jakob Fugger von der Lilie (1459–1525), der mit seinen Handelsbriefen Geschäftspartner über wichtige Ereignisse informierte und damit einen Vorläufer der ersten Zeitschriften gründete.

## Geschichte

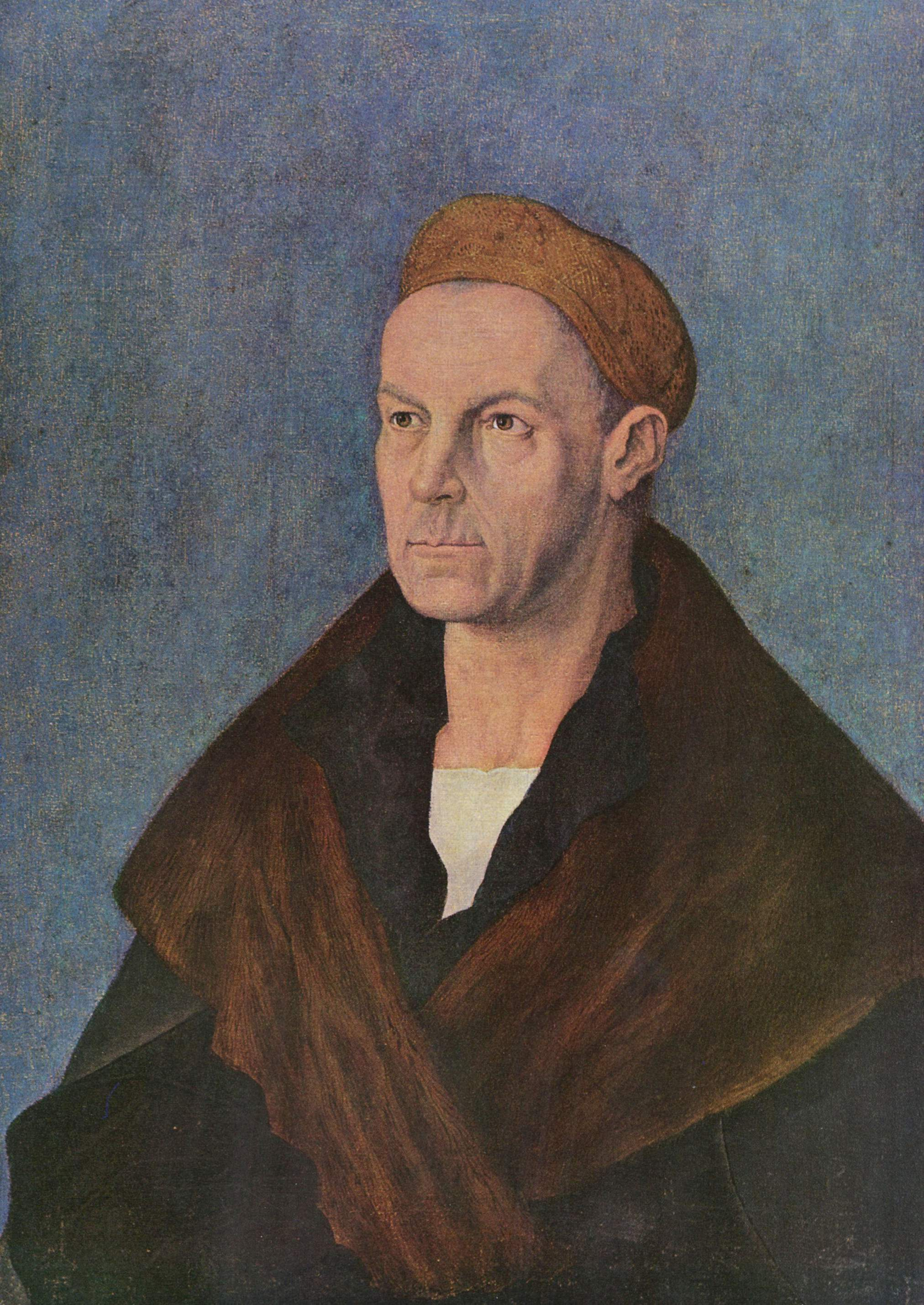
Jakob Fugger auf einem Porträt von Albrecht Dürer (um 1519)

Die Stiftung Jakob Fugger-Medaille wurde 1963 zur zukünftigen Verleihung eines Preises in Gedenken an den „Medienpionier“ Jakob Fugger gegründet. Die Auszeichnung setzt sich aus einer Goldmedaille mit dem Abbild Jakob Fuggers sowie einer Urkunde zusammen und ist nicht dotiert.
Erster Preisträger war 1965 der Journalist und Verleger Focko Lüpsen. Der Preis wird in einem Abstand von vier bis sieben Jahren verliehen. Im Jahr 2012 ging die Jakob Fugger-Medaille erstmals nicht an eine Einzelperson, sondern an die Hamburger Wochenzeitung „Die Zeit“.

## Kuratorium
Die Auswahl des Preisträgers erfolgt durch das Kuratorium der Stiftung, dem unter anderem die Präsidentin des Bayerischen Landtages, der Bayerische Staatsminister für Wissenschaft, Forschung und Kunst, Elisabeth Gräfin Thun-Fugger als Vertreterin des Fuggerschen Familienseniorates, sowie die Vorsitzende des VZB, Waltraut von Mengden, angehören.

## Preisträger
- 2012: Wochenzeitung Die Zeit
- 2007: Hubert Burda
- 2000: Reinhard Mohn
- 1995: Karl Theodor Vogel
- 1989: Aenne Burda
- 1982: Golo Mann
- 1979: Karl Steinbuch
- 1976: Axel Cäsar Springer
- 1973: Edmund Banaschewski
- 1969: Hans Albert Kluthe
- 1967: Hans Dürrmeier
- 1965: Focko Lüpsen